# Montemolín
Montemolín (extremadurai nyelven Monti-Molín) település Spanyolországban, Badajoz tartományban. Montemolín Monesterio, Fuente de Cantos, Llerena, Casas de Reina, Trasierra, Puebla del Maestre és El Real de la Jara községekkel határos. Lakosainak száma 1267 fő (2024).

## Népesség
A település népessége az utóbbi években az alábbiak szerint változott:
| Lakosok száma | 1683 | 1603 | 1565 | 1534 | 1504 | 1467 | 1421 | 1343 | 1365 | 1267 |
|               | 2001 | 2004 | 2006 | 2009 | 2011 | 2014 | 2016 | 2019 | 2021 | 2024 |